# Meigenia cinerea
Meigenia cinerea är en tvåvingeart som först beskrevs av Macquart 1834.  Meigenia cinerea ingår i släktet Meigenia och familjen parasitflugor.
Artens utbredningsområde är Frankrike. Inga underarter finns listade i Catalogue of Life.